# 35. Turniej Czterech Skoczni
35. Turniej Czterech Skoczni był częścią Pucharu Świata w skokach narciarskich w sezonie 1986/1987. Rozgrywany był od 30 grudnia 1986 do 6 stycznia 1987.
Turniej wygrał  Ernst Vettori, nie odnosząc żadnego zwycięstwa w turniejowych konkursach.

## Oberstdorf
Data: 30 grudnia 1986

Państwo:  Niemcy Zachodnie

Skocznia: Schattenbergschanze

### Wyniki konkursu
| Poz. | Imię i nazwisko   | Narodowość       | Punkty |
| ---- | ----------------- | ---------------- | ------ |
| 1.   | Vegard Opaas      | Norwegia         | 195,7  |
| 2.   | Thomas Klauser    | Niemcy Zachodnie | 195,6  |
| 3.   | Andreas Felder    | Austria          | 191,6  |
| 4.   | Gérard Balanche   | Szwajcaria       | 191,1  |
| 5.   | Ulf Findeisen     | Niemcy Wschodnie | 189,5  |
| 6.   | Matjaž Debelak    | Jugosławia       | 188,6  |
| 7.   | Ernst Vettori     | Austria          | 188,5  |
| 8.   | Oliver Strohmaier | Austria          | 187,7  |
| 9.   | Harald Rodlauer   | Austria          | 186,3  |
| 10.  | Jari Puikkonen    | Finlandia        | 184,9  |

## Garmisch-Partenkirchen
Data: 1 stycznia 1987

Państwo:  Niemcy Zachodnie

Skocznia: Große Olympiaschanze

### Wyniki konkursu
| Poz. | Imię i nazwisko | Narodowość       | Punkty |
| ---- | --------------- | ---------------- | ------ |
| 1.   | Andreas Bauer   | Niemcy Zachodnie | 204,4  |
| 2.   | Jukka Kalso     | Finlandia        | 202,0  |
| 3.   | Ulf Findeisen   | Niemcy Wschodnie | 201,0  |
| 4.   | Miran Tepeš     | Jugosławia       | 200,6  |
| 5.   | Matjaž Debelak  | Jugosławia       | 197,6  |
| 6.   | Thomas Klauser  | Niemcy Zachodnie | 194,9  |
| 7.   | Ernst Vettori   | Austria          | 194,0  |
| 8.   | Jens Weißflog   | Niemcy Wschodnie | 189,3  |
| 9.   | Matti Nykänen   | Finlandia        | 188,2  |
| 10.  | Jiří Parma      | Czechosłowacja   | 187,8  |

## Innsbruck
Data: 4 stycznia 1987

Państwo:  Austria

Skocznia: Bergisel

### Wyniki konkursu
| Poz. | Imię i nazwisko | Narodowość       | Punkty |
| ---- | --------------- | ---------------- | ------ |
| 1.   | Primož Ulaga    | Jugosławia       | 226,4  |
| 2.   | Hroar Stjernen  | Norwegia         | 224,1  |
| 3.   | Ernst Vettori   | Austria          | 222,6  |
| 4.   | Vegard Opaas    | Norwegia         | 219,7  |
| 5.   | Jens Weißflog   | Niemcy Wschodnie | 216,8  |
| 6.   | Miran Tepeš     | Jugosławia       | 215,0  |
| 7.   | Gérard Balanche | Szwajcaria       | 214,3  |
| 8.   | Jiří Parma      | Czechosłowacja   | 213,5  |
| 9.   | Ulf Findeisen   | Niemcy Wschodnie | 211,1  |
| 10.  | Jan Boklöv      | Szwecja          | 209,6  |

## Bischofshofen
Data: 6 stycznia 1987

Państwo:  Austria

Skocznia: Paul-Ausserleitner-Schanze

### Wyniki konkursu
| Poz. | Imię i nazwisko | Narodowość       | Punkty |
| ---- | --------------- | ---------------- | ------ |
| 1.   | Tuomo Ylipulli  | Finlandia        | 109,7  |
| 2.   | Ernst Vettori   | Austria          | 105,1  |
| 3.   | Vegard Opaas    | Norwegia         | 104,5  |
| 4.   | Miran Tepeš     | Jugosławia       | 103,2  |
| 5.   | Ulf Findeisen   | Niemcy Wschodnie | 100,8  |
| 6.   | Jens Weißflog   | Niemcy Wschodnie | 98,1   |
| 7.   | Hroar Stjernen  | Norwegia         | 97,1   |
| 8.   | Andreas Bauer   | Niemcy Zachodnie | 96,9   |
| 9.   | Primož Ulaga    | Jugosławia       | 94,9   |
| 10.  | Pavel Ploc      | Czechosłowacja   | 93,6   |

## Klasyfikacja generalna
| Poz. | Skoczek         | Kraj             | Punkty |
| ---- | --------------- | ---------------- | ------ |
| 1.   | Ernst Vettori   | Austria          | 710,2  |
| 2.   | Vegard Opaas    | Norwegia         | 703,3  |
| 3.   | Ulf Findeisen   | Niemcy Wschodnie | 702,4  |
| 4.   | Miran Tepeš     | Jugosławia       | 691,4  |
| 5.   | Thomas Klauser  | Niemcy Zachodnie | 684,6  |
| 6.   | Andreas Bauer   | Niemcy Zachodnie | 684,4  |
| 7.   | Jens Weißflog   | Niemcy Wschodnie | 681,7  |
| 8.   | Primož Ulaga    | Jugosławia       | 676,9  |
| 9.   | Matjaž Debelak  | Jugosławia       | 674,2  |
| 10.  | Gérard Balanche | Szwajcaria       | 665,9  |